# 山口県道・島根県道12号鹿野吉賀線
山口県道・島根県道12号鹿野吉賀線（やまぐちけんどう・しまねけんどう12ごう かのよしかせん）は山口県周南市鹿野下と島根県鹿足郡吉賀町立戸を結ぶ県道（主要地方道）である。

## 概要

### 路線データ
- 起点：山口県周南市鹿野下（山口県道9号徳山徳地線交点）
- 終点：島根県鹿足郡吉賀町立戸（国道187号交点）
- 異常気象時通行規制区間：山口・島根県境 - 鹿足郡吉賀町蓼野間（延長：2.9 km）

## 歴史
- 1958年6月13日島根県告示第525号および同年10月1日山口県告示第644号の2により山口県道・島根県道鹿野六日市線として認定される。
- 1972年島根・山口両県の県道番号再編（固定番号導入）により山口県道・島根県道121号鹿野六日市線に改称する。
- 1976年4月1日 建設省（当時）告示第694号により主要地方道昇格が決定する。このため県道番号が変更され、山口県道・島根県道12号鹿野六日市線に改称する。
- 1983年3月24日 本路線に並行して建設されていた中国自動車道が千代田IC（広島県山県郡北広島町） - 鹿野IC（周南市）間の開通をもって全線開通する。
- 1993年（平成5年）5月11日 - 建設省から、県道鹿野六日市線が鹿野六日市線として主要地方道に再指定される[1]。
- 2003年4月21日 新南陽・徳山両市および熊毛郡熊毛町、都濃郡鹿野町が対等合併して周南市が発足したことに伴い起点の地名表記が変更される（都濃郡鹿野町鹿野下→周南市鹿野下）。
- 2005年10月1日 鹿足郡に属する六日市町と柿木村が対等合併して鹿足郡吉賀町が発足したことに伴い終点の地名表記が変更される（鹿足郡六日市町立戸→鹿足郡吉賀町立戸）。
- 2006年3月22日山口県告示第160号および同年3月31日島根県告示第363号により現行の路線名称に変更される。

## 路線状況

### 主な橋梁
- 長野橋（周南市鹿野上、渋川）

## 地理

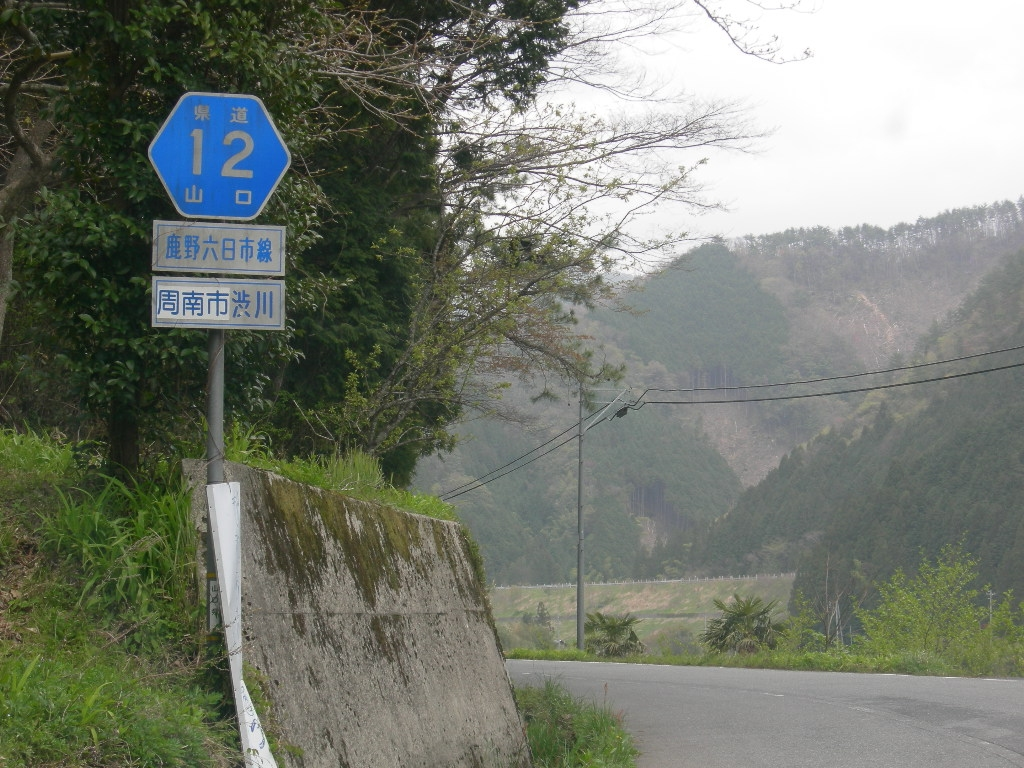
山口県道・島根県道12号鹿野吉賀線（山口県周南市渋川。撮影段階では旧「鹿野六日市線」が残されていた。また、この道路の先に見えるのは中国自動車道の路線である。）

### 通過する自治体
- 山口県
  - 周南市
- 島根県
  - 鹿足郡吉賀町

### 交差する道路
| 交差する道路          | 都道府県名 | 市町村名 | 市町村名 | 交差する場所 | 交差する場所 |
| --------------------- | ---------- | -------- | -------- | ------------ | ------------ |
| 山口県道9号徳山徳地線 | 山口県     | 周南市   | 周南市   | 鹿野下       | 起点         |
| 山口県道361号錦鹿野線 | 山口県     | 周南市   | 周南市   | 鹿野上       |              |
| 国道187号             | 島根県     | 鹿足郡   | 吉賀町   | 立戸         | 終点         |

### 沿線にある施設など
- 周南市役所鹿野総合支所

### 峠
- 米山峠（山口・島根県境）